# Danza de la Magrana del Corpus Christi de Valencia
La Danza de la Magrana es una de las danzas de adultos que forma parte de los actos de la festividad del Corpus Christi de Valencia. La danza tiene su origen en el barroco y en un primer momento se la denominó "Ball dels gitanos", dado que simulaba la rendición de este pueblo al Santísimo Sacramento, pasando posteriormente a sustituirse la figura de los gitanos por la de judíos.
Se trata de una versión del típico baile de cintas sobre palo, muy popular en el folklore español, y que tiene representaciones en la Comunidad Valenciana y en Cataluña como el Baile de gitanas. Como todas las danzas de este tipo es una especie de pantomima que se inspira en la primitiva actividad del tejer, ya que lo que se hace es entrelazar cintas alrededor de un palo formando un tejido que lo cubre en parte.
Se le denomina Danza o Baile de la Magrana por la granada de grandes dimensiones que tiene en el extremo superior del palo y que al final de la danza queda abierta, siendo esta tipología propia de las fiestas del Corpus de Valencia. Existen muchas variantes de esta danza a lo largo de toda la geografía valenciana (Morella, Titaguas, Cofrentes, Silla, l'Alcudia, Algemesí...), destacando por ejemplo, la "Dansa de Teixidores" (interpretada por mujeres) de Forcall, en el Alto Maestrazgo.
La danza de cintas es bailada indistintamente por niños, por adultos, solo por hombres, solo por mujeres o incluso por grupos de hombres-mujeres o de niños-niñas, pero en la ciudad de Valencia la tradición es que el baile de la Magrana lo realicen hombres adultos.
La danza se baila con una  música y  una coreografía propias que persistieron después de 1859 ( pese a haber desaparecido de los actos del Corpus de Valencia a partir de 1846, por las críticas de  la prensa liberal y republicana, que tildaron a la Procesión del Corpus de muestra del salvajismo y la incultura populares)

## Descripción de la danza
Consiste en un grupo de danzantes, caracterizados de gitanos o zíngaros que bailan alrededor de una granada de madera grande colocada al final de un largo palo o pértiga. Del extremo superior de este palo cuelgan unas cintas que los danzantes van trenzando y destrenzando. Al final  del baile, la granada que corona la pértiga se abre en gajos y queda al descubierto una figuración de la custodia ante la cual todos los danzantes se arrodillan. Así, el baile toma un carácter religioso simbólico ya que lo que se intenta manifestar es la sumisión de los infieles judíos a la Eucaristía.
Los danzantes van vestidos de calabreses, con sombrero de paño negro de copa cónica decorado con cintas de colores, camisa blanca, jubón cerrado, pantalón amplio y corto, siendo jubón y pantalón del mismo color; faja roja, medias blancas y alpargatas o zapatos cerrados. Esta vestimenta, es curiosa porque no parece tener relación alguna con el simbolismo religioso de la danza.
La danza se acompaña con música de tamboril y dulzaina, siguiendo una melodía con dos fases diferentes que se iteran tantas veces como sea imprescindible. La primera fase se utiliza para enrollar o desenrollar, es decir trenzar o destrenzar, las cintas alrededor de la pértiga; la segunda se utiliza para estirar las cintas. Ambas fases se alternan a lo largo de la danza.
El paso empleado durante las danzas es un paso muy común en danzas infantiles, primero con el pie derecho se golpea con fuerza el suelo al tiempo que el izquierdo queda en alto durante este golpe fuerte del derecho. A continuación el pie izquierdo camina pero utilizando la mitad de tiempo que cuando golpea fuertemente el suelo, acompañando el derecho con la misma rapidez al izquierdo en el desplazamiento. Se golpea fuertemente el suelo nuevamente, siendo esta vez el pie izquierdo el que lo hace, mientras que el derecho queda en el aire. Y nuevamente se produce el desplazamiento rápido de ambos pies.
La danza está dividida en dos partes: en la primera se enrollan las cintas mientras los danzantes giran todos en el mismo sentido, al son de la primera fase melódica. En la segunda fase, los danzantes dejan de girar, pasando a estirar sus cintas desde el sitio en el que se encuentran. Para estirar las cintas se realizan una serie de figuras. Primero hay una serie de pasos antes de realizar la reverencia, lo que podemos considerar como la preparación de la reverencia, en la que se llevan a cabo cinco posturas alternando los golpes de uno de los pies en el suelo con la elevación del contrario. Para hacer la reverencia se cruza el pie derecho por delante del izquierdo, al tiempo que éste se desplaza un poco hacia atrás, entonces se arrastra un poco el pie derecho y se inclina el cuerpo para hacer la reverencia, y al hacerlo, la cinta se estira.

### Primera parte de la danza
En esta fase se lleva a cabo el trenzado y estiramiento de las cintas repitiéndolo en dos o más ocasiones, hasta que las cintas quedan enrollas en el palo. Sigue ahora el destrenzado, para lo cual los danzantes cambian la cinta de mano al tiempo que cambian el sentido del giro alrededor del palo. Este destrenzar y estirar se hace tres veces y las cintas quedan destrenzadas.

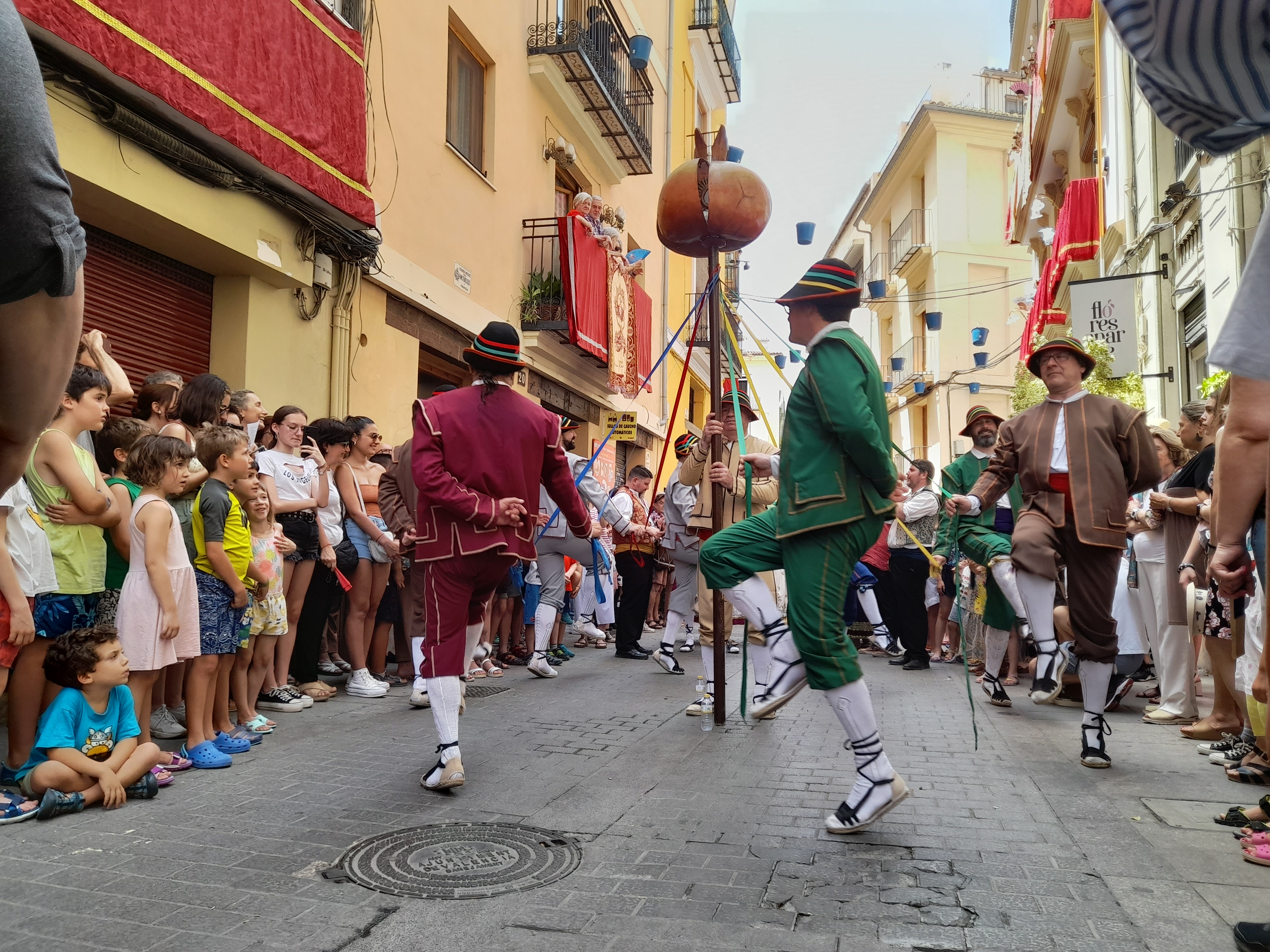
Primera parte de la danza, los danzantes giran todos en el mismo sentido
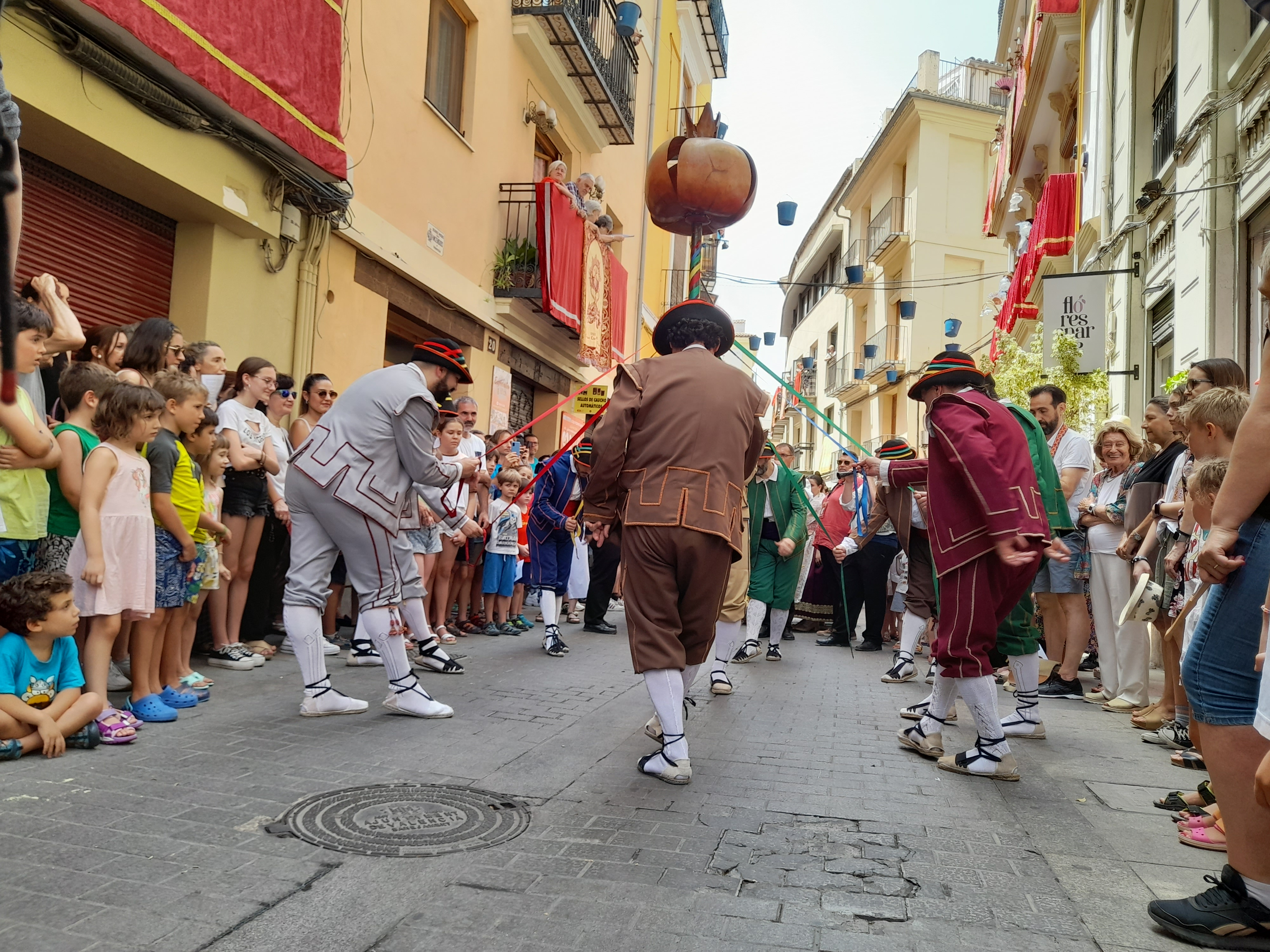
Reverencias con las que se consigue estirar la cinta
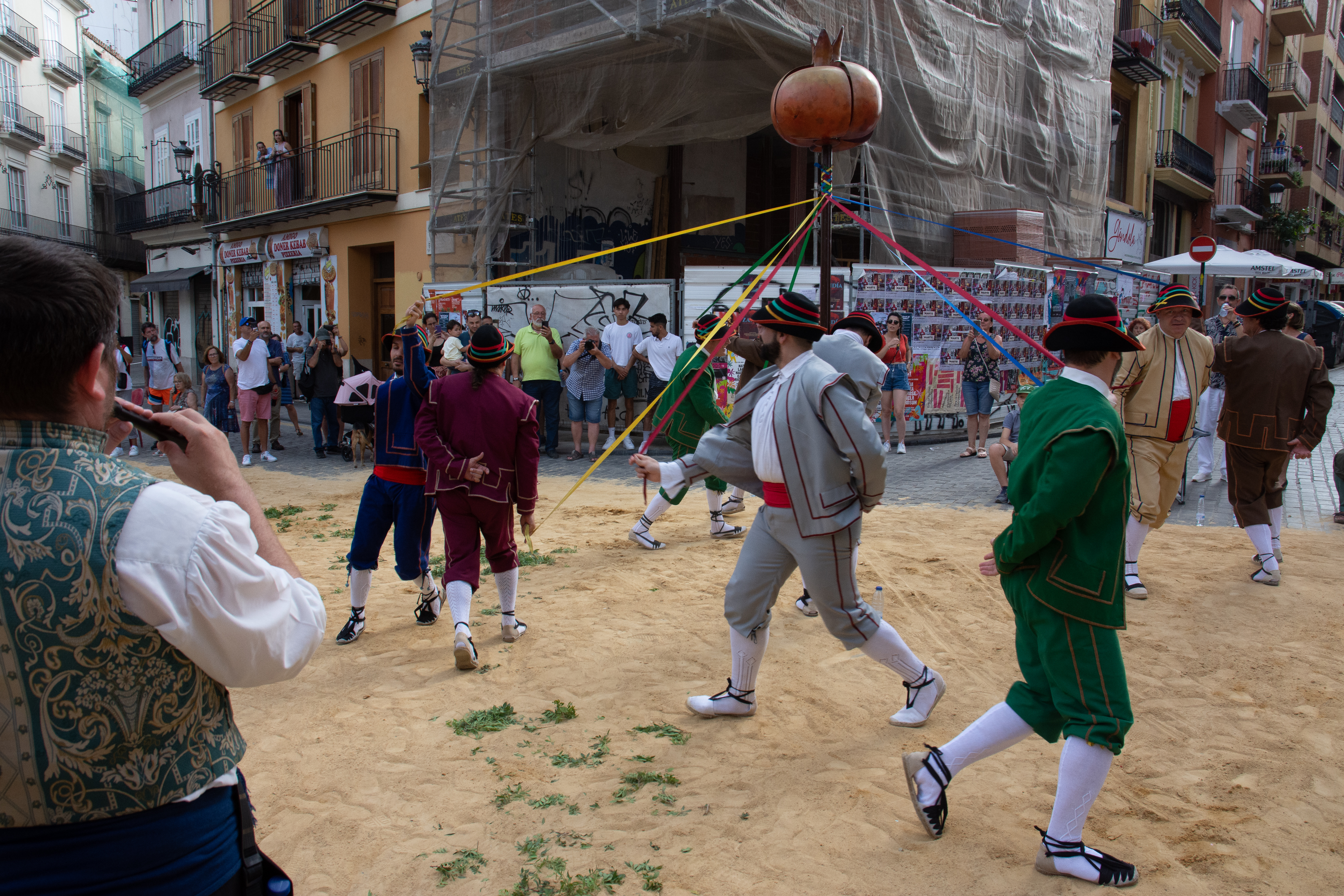
Segunda parte de la danza, unos danzantes trenzan en un sentido, otros en el opuesto
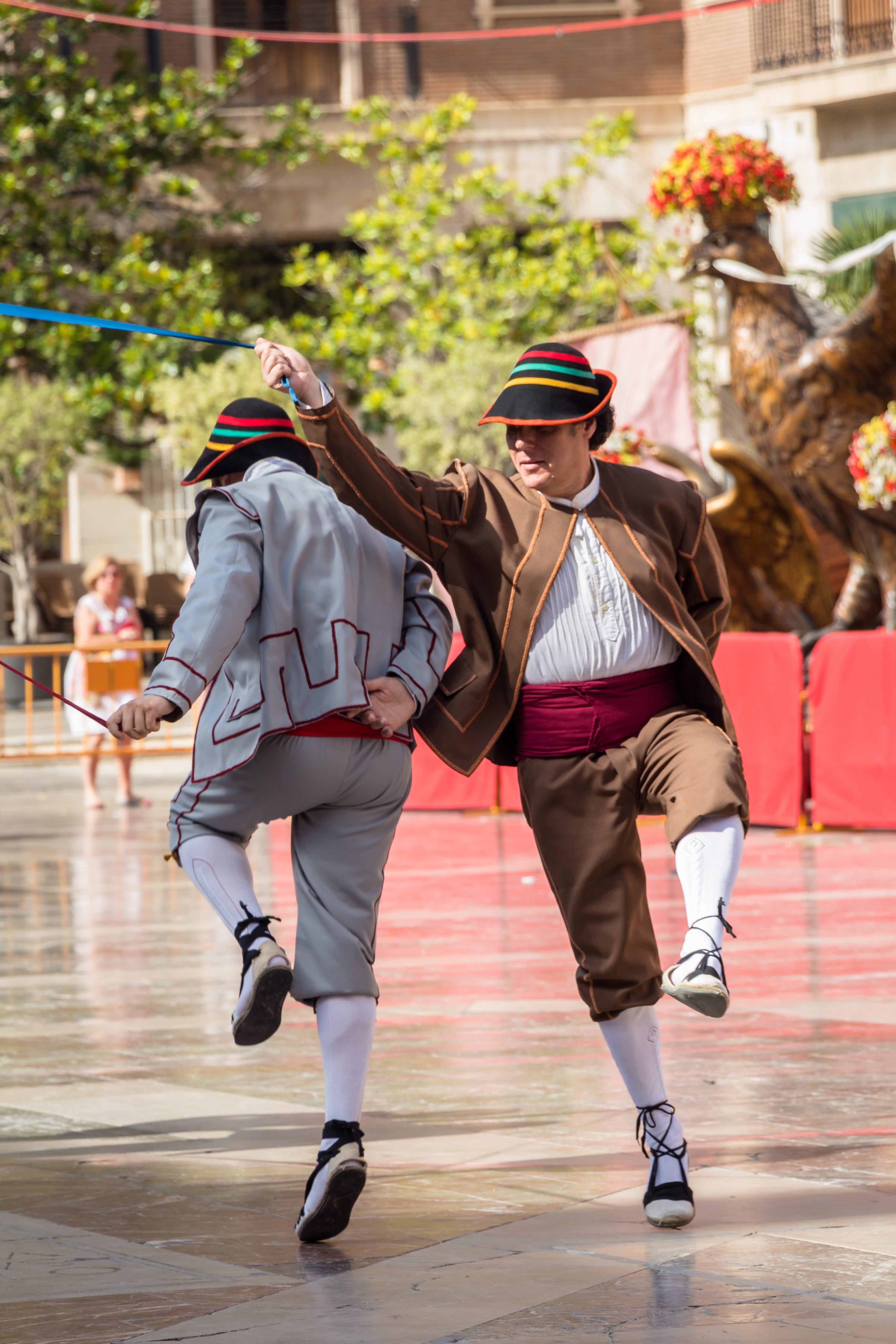
Cruce de los danzantes mientras hacen el trenzado en la segunda parte del baile.
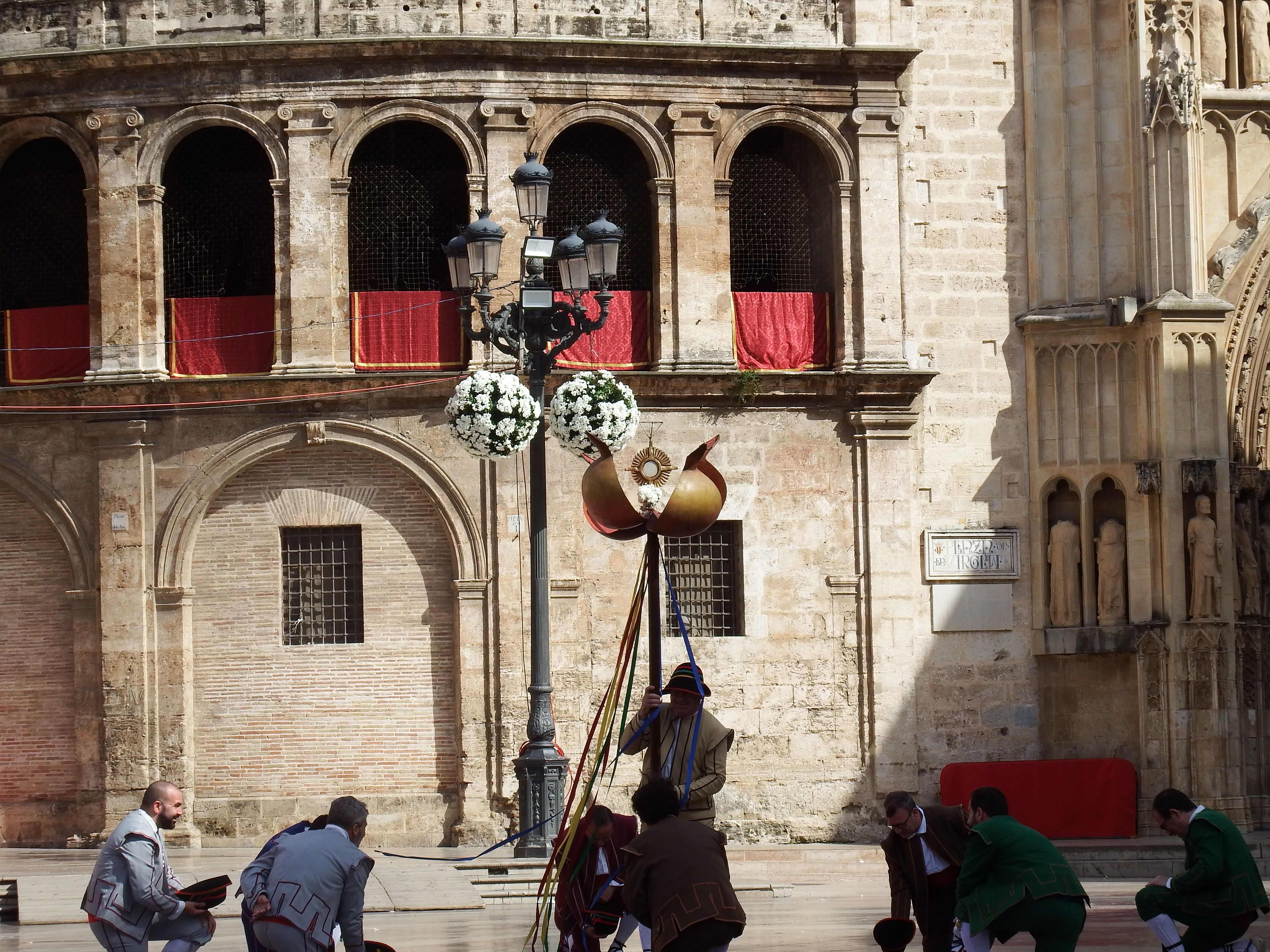
Final de la danza y apertura de la Magrana dejando al descubierto la pequeña Custodia.
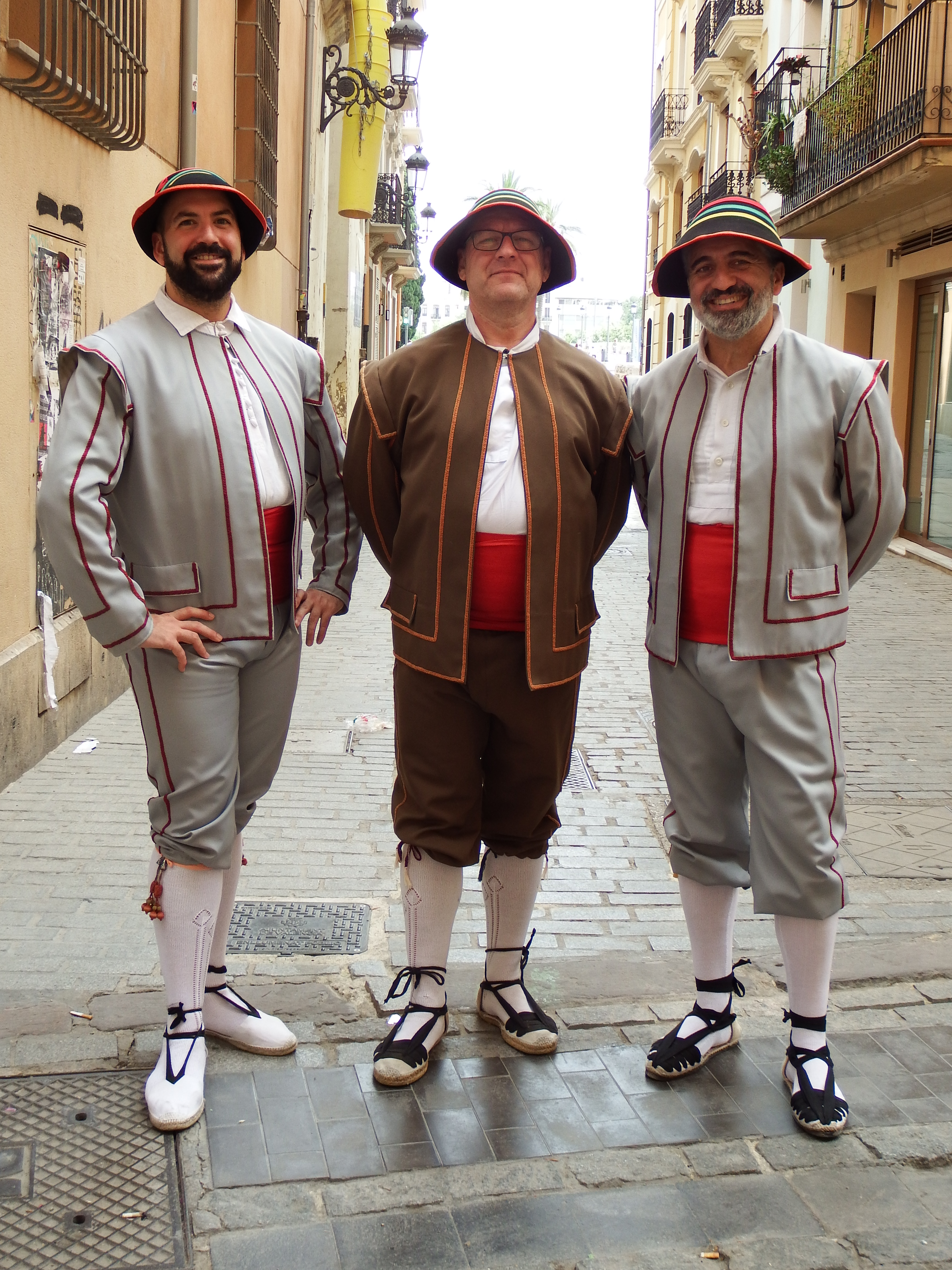
Vestimenta de los danzantes, a la calabresa.

### Segunda parte de la danza
Es la pare más compleja de ejecución, en ella se trenzan las cintas alrededor de la pértiga intercalando nuevamente tres vueltas de trenzado con tres estiramientos de cinta. Pero en esta ocasión, cuatro danzantes giran en un sentido, mientras que los otros cuatro lo hacen en el opuesto, consiguiendo de esta forma un trenzado de las cintas multicolor. Para destrenzar, los danzantes cambian el sentido de giro, dando tantas vueltas y estirando las cintas tantas veces como lo han hecho durante el trenzado.
El final de la danza consiste en la reverencia del último paso de estirar cintas, entonces los danzantes sueltan las cintas y se arrodillan, al tiempo que la magrana se abre y deja al descubierto el símbolo de la Eucaristía.